# Jim Beard
James Arthur „Jim“ Beard (* 26. August 1960 in Philadelphia; † 2. März 2024 in New York City) war ein amerikanischer  Fusionmusiker (Keyboards), Komponist, Arrangeur und Musikproduzent.

## Leben und Wirken
Beard hatte bereits früh ein Interesse am Musizieren; mit fünf Jahren wollte er Tuba spielen und interessierte sich kurz danach für das Schlagzeug und das Saxophon. Ab dem siebten Lebensjahr bekam er Klavierunterricht; als Jugendlicher erhielt er Privatstunden bei George Shearing, aber auch Klarinetten-, Saxophon- und Kontrabassunterricht. Mit sechzehn Jahren war er Mitglied des American Youth Jazz Orchestra, mit dem er eine Auslandstournee absolvierte. Dann studierte er Musik an der Indiana University. 1985 zog er nach New York City und wurde nur wenig später Mitglied von John McLaughlins Neuausgabe des Mahavishnu Orchestra. 
Auch arbeitete er mit Mike Stern, Bob Berg und Bill Evans, den er auch später produzierte. 1986 holte ihn Wayne Shorter in seine Band, mit dem er bis zum Jahr 2000 zusammenarbeitete. 1988 spielte er mit John Scofield. Ab 1990 legte er eigene Alben vor, an denen Musiker wie Erik Friedlander, Bob Malach, John Patitucci, Steve Rodby und Arto Tuncboyaciyan mitwirkten. 
Mit Pat Metheny und dessen Secret Story-Projekt tourte er 1992 und 1993. Weiterhin arbeitete er mit Ralph Bowen, Philip Catherine, Dizzy Gillespie, Eliane Elias, Victor Bailey, Wayne Krantz, Dianne Reeves, John Mayer, Walter Becker, Randy Brecker und der WDR Big Band Köln (Some Skunk Funk) sowie mit Dieter Ilg. Als Produzent und Keyboard-Programmierer ist er für zahlreiche Musiker der Fusionszene wie die Brecker Brothers, Dennis Chambers, Steely Dan oder Mike Stern tätig.
Beards Kompositionen werden auch von anderen Musikern gespielt, etwa The Wait von John McLaughlin, Riddle Me This von Bob Berg, In the Hat von Victor Bailey oder Ode to the Doo Da Day (das auf Camptown Races aufbaut) von Michael Brecker. Sieben seiner Produktionen und Kompositionen wurden für den Grammy nominiert, 2007 gewann er schließlich einen Grammy.
Beard lehrte am Berklee College of Music in Boston, der Rutgers University, der Sibelius-Akademie in Helsinki und der Aaron Copland School of Music.

## Diskographie (Auswahl)
- Jim Beard / Jon Herington: Chunks and Chairknobs (2019)
- Show of Hands (Moosicus, 2013)
- Revolutions (Sunnyside, 2008, mit dem Metropole Orkest unter Vince Mendoza)
- Ad.Vo.Cate (ESC, 1999)
- Truly (ESC, 1997)
- Lost at the Carnival (Lipstick, 1994)
- Song of the Sun (CTI, 1990, mit Wayne Shorter und Michael Brecker)

## Lexikalischer Eintrag
- Richard Cook: Jazz Encyclopedia London 2007; ISBN 978-0-141-02646-6